# Giuseppe Vaccarino
Giuseppe Vaccarino (Pace del Mela, 2 marzo 1919 – 28 maggio 2016) è stato un filosofo italiano.

## Biografia
Giuseppe Vaccarino è nato a Pace del Mela (Messina) il 2 marzo 1919, figlio primogenito di Antonino Vaccarino (1887-1956), titolare di un importante saponificio, e di Caterina Tracuzzi (1891-1993). Laureato in Chimica industriale con il massimo dei voti presso l'Università degli Studi di Milano, ebbe successivamente l'abilitazione alla professione di chimico. 
Nel 1947 insieme con Vittorio Somenzi fondò e diresse la rivista Sigma (1947-48), pubblicata a Roma. Nel 1949 insieme con Silvio Ceccato e Vittorio Somenzi fondò la rivista Methodos, trimestrale di metodologia e di logica simbolica, pubblicazione che termina nel 1967. Fino al 1950 si occupò prevalentemente di logica ed epistemologia.
Ha pubblicato una serie di articoli sulla rivista Archimede su invito di Ludovico Geymonat. Nel 1955 fu abilitato alla libera docenza in Filosofia della scienza, ma assorbito dai suoi studi e da altre attività non si dedicò all'insegnamento fino al 1970. In quell'anno ebbe l'incarico di tenere il corso di Storia della filosofia antica presso l'Università degli Studi di Messina. Nel 1972 ricevette anche quello di Filosofia della scienza, che mantenne fino al 1990, anno in cui andò in pensione. Nel 1982 fu nominato professore associato di Filosofia della scienza, ma non ottenne mai la cattedra di ordinario. 
Ha partecipato a vari congressi. In quello di Amsterdam del 1948 ebbe l'occasione di conoscere Joseph Maria Bochenski e incaricarlo di dirigere la sezione di logica simbolica della rivista Methodos.
A quello di Parigi del 1949 partecipò insieme con Silvio Ceccato, Vittorio Somenzi e Ferruccio Rossi-Landi con i quali era in stretti rapporti di amicizia. Nel 1987 ha contribuito alla fondazione della rivista Methodologia nata per iniziativa della Società di Cultura Metodologica Operativa di Milano, presieduta da Felice Accame. Da giovane Vaccarino fu molto vicino alle vedute filosofiche dei neo-positivisti, ma in seguito si capì che per dare soluzione ai problemi posti dalla tradizionale filosofia bisognava anzitutto effettuare un'indagine sul metodo scientifico onde spiegare perché è l'unico considerabile come valido.
Negli anni 1947- 1949 sviluppò in questo senso sulla rivista Sigma una teoria che chiamò della "meta conoscenza", in quanto ricondotta a una disciplina avente per oggetto la conoscenza. Successivamente si convinse che per procedere in modo effettivamente scientifico bisogna eliminare ogni apriorismo effettuando un'analisi sistematica dei significati di tutte le parole di cui ci avvaliamo e riconducendoli alle operazioni mentali e non mentali da cui sono costituiti. Sotto questo profilo i suoi interessi si incontrarono con quelli di Silvio Ceccato e della Scuola Operativa Italiana. Ma Vaccarino mantenne una posizione autonoma, ritenendo che la ricerca di base deve puntare su una semantica e non su una ricerca di tipo cibernetico, come invece sosteneva Ceccato.
Vaccarino però accettava e condivideva il concetto che bisogna occuparsi del modo come operiamo a livello mentale per descrivere i significati. Perciò respingeva vedute allora in auge, come quelle della filosofia analitica, che riconducendo i significati semplicemente all'uso che se ne fa parlando, li lasciava inanalizzati assumendoli implicitamente come prius, in quanto tali, dogmatici. A partire dal 1960 Vaccarino si dedicò assiduamente a queste ricerche, pervenendo all'elaborazione di un metodo generale di analisi dei significati. Le sue ricerche condussero, tra l'altro, all'introduzione di una formulistica idonea alla definizione delle operazioni mentali, prospettando una sorta di Chimica della Mente.
La vastità e la complessità delle sue indagini lo hanno costretto a procedere a molti ripensamenti e revisioni. 
Nel 1977 pubblicò il volume La chimica della mente. In cui esponeva i principali risultati a cui era pervenuto. Nello stesso anno vinse il premio L'Inedito con il racconto Lo sporco, pubblicato da Marsilio. Nel 1981 prospettò ampliamenti e modifiche delle sue teorie nel libro Analisi dei Significati, pubblicato a Roma da Armando Armando. Nel 1989 pubblicò presso la CULP di Milano il volume Scienza e Semantica Costruttivista, dedicato a una critica di correnti vedute professate da filosofi della scienza. 
I suoi interessi si rivolsero anche alla codificazione di una logica contenutistica in grado di fissare i criteri di compatibilità e incompatibilità tra i significati in riferimento alle loro operazioni costitutive.
In tal modo la logica diviene una filiazione della semantica. La summa dei suoi lavori di semantica è stata pubblicata a Rimini nel novembre 2007 nel trattato Dalle operazioni mentali alla semantica. Nella prefazione al volume Introduzione alla semantica edito da Falzea a Reggio Calabria, nel 2006 Antonino Laganà, ordinario di Filosofia presso l'Università di Messina, lo considera l'ultimo dei grandi illuministi.

## Opere
- L'errore dei filosofi, D'Anna, Messina, 1974
- La chimica della mente, Carbone Editore, Messina, 1977
- Analisi dei significati, Armando, Roma 1981
- Scienza e semantica costruttivista, Clup Cooperativa Libraria Universitaria del Politecnico, Milano, 1988
- Introduzione alla semantica, Falzea Editore, Reggio Calabria, 2006
- Scienza e semantica, Edizioni Melquiades, Milano, 2006
- Prolegomeni: dalle operazioni mentali alla semantica, Ciddo edizioni, Rimini, 2007
- Lo sporco. Il pulito, duepunti edizioni, 2010